# Ana Villa
Ana Villa (Astúries, 1973) és una actriu espanyola.

## Biografia
Encaminada en un primer moment cap a Psicologia, va arribar a matricular-se en aquesta carrera universitària. Durant aquests anys li van oferir un treball de pedagoga; quan la van fer fixa al cap d'un temps, li van preguntar si es veia asseguda en un despatx tota la vida. Ana va contestar «no» i va cursar Art Dramàtic a Madrid. En 1997 va realitzar una aparició a televisió al capítol quinze de la primera temporada de la sèrie Más que amigos.
En 1999 va aconseguir un paper de periodista audiovisual a la pel·lícula Pídele cuentas al rey. A aquest títol el va seguir Juana la Loca, on interpreta a la cortesana Ana Sáez de Torrijos, a qui la reina l'obliga a mostrar la seva lletra, per a així reconèixer l'escriptura de l'amant del seu marit Felip el Bell. A l'any següent en 2002 va formar part de l'elenc d' El viaje de Carol, on va interpretar a una serventa de la protagonista, una nena òrfena de pare, el pare brigadista del qual era perseguit a la Guerra Civil Espanyola.
En televisió Ana Villa va aconseguir treballs esporàdics a El Comisario i a Hospital Central, on interpretava a Elvira, una dona que aspira a un ascens mentre el seu cap Felipe (Tomás Calleja) sofria un infart, en tant l'amant masculí d'aquest (rival seu en el terreny laboral) sofria una banyada d'una vaquilla en una correguda. A l'any següent la van fer fixa en Capital, sèrie per a canals autonòmics sobre el món laboral madrileny, on va encarnar a Pepa. En 2005 Elena Arnao li va donar un paper a Aquí no hay quien viva, i es va posar en la pell de María, una policia que mantenia una relació clandestina amb un company de treball de raça negra, relació que ocultava al seu pare racista, qui moria d'un infart en assabentar-se de la notícia.
En 2006 va aconseguir un paper fix per a la sèrie ambientada en la dictadura franquista Amar en tiempos revueltos, a les proves dels quals es va presentar vestida com una dona dels anys quaranta. En ella Ana Villa va interpretar a Sole, una fotògrafa òrfena que perd en circumstàncies misterioses al seu germà Fermín (Óscar Velado) mentre aquest lluitava per treure de la presó al seu amic Marcos (Manu Fullola). Gràcies al suport dels seus amics Marcelino (Manuel Baqueiro), Luisa (Elena Seguí), Manolita (Itziar Miranda), Sole tira endavant, compaginant el seu treball a la botiga amb l'educació dels nens pobres en una parròquia, de que el seu coadjutor, el pare Ángel: (Marco Martínez) s'enamora, sentiment correspost i arriben a consumar. Mentre prosseguia la filmació, Ana Villa va acudir a alguns actes com la presentació de la novel·la Azucena de noche, escrita per un dels guionistes habituals d' Amar en tiempos revueltos, Adolfo Puerta.
Mentre gravava la sèrie, Ana Villa continuava cursant tercer de Psicologia i fent costat a una organització contra la violència de gènere que la va fer viatjar a Palestina. Al retorn del seu viatge va declarar que «els israelians viuen en un Estat opressiu que marca la pauta. Són nois molt joves obligats a anar a l'Exèrcit» i que també creia que «els palestins estan massa acostumats a la violència».
A la tardor va reprendre l'enregistrament de la tercera temporada d' Amar en tiempos revueltos, la qual iniciava la seva marxa amb Sole embarassada d'Ángel i rebutjada per tota la comunitat, la qual cosa la porta a la ruïna econòmica. Va continuar en la sèrie fins al final de la quarta temporada.
En 2012 intervé en una adaptació de l'obra de Shakespeare Hamlet, sota direcció del britànic Will Keen.
L'any 2015 passa a formar part de l'elenc de la versió teatral de la pel·lícula El discurso del rey, en la que encarna Isabel Bowes-Lyon, l'esposa de Jordi VI del Regne Unit, en un matrimoni del qual naixerà l'actual reina Isabel II d'Anglaterra. Aquesta labor va ser recompensada amb el premi Unión de Actores en la categoria de millor actriu secundària de teatre 2016.
Ana Villa va rebre al març de 2008 el Premi de la Unión de Actores y Actrices pel seu paper de Sole en Amar en tiempos revueltos.

## Llargmetratges
| Any  | Llargmetratge           | Director              | Personatge           |
| ---- | ----------------------- | --------------------- | -------------------- |
| 2013 | Nena, salúdame al Diego | Andrea Herrera Catalá | Silvia               |
| 1999 | Pídele cuentas al rey   | José Antonio Quirós   | Periodista           |
| 2001 | Juana la Loca           | Vicente Aranda        | Ana Sáez de Torrijos |
| 2002 | El viaje de Carol       | Imanol Uribe          | Chana                |

## Televisió
| Any               | Sèrie                     | Episodis                             | Personatge      |
| ----------------- | ------------------------- | ------------------------------------ | --------------- |
| 1997              | Más que amigos            | 1 episodi                            |                 |
| 2004              | El comisario              | 2 episodis                           | Aurora          |
| 2005              | Hospital Central          | 1 episodi                            | Elvira          |
| 2005              | Capital                   | Fija                                 | Pepa            |
| 2005              | Aquí no hay quien viva    | 1 episodi                            | María           |
| 2006 - 2010       | Amar en tiempos revueltos | 744 episodis                         | Sole Gálvez     |
| 2011; 2018 - 2019 | 14 de abril. La República | 30 episodis                          | María Pilar     |
| 2013 - 2014       | Amar es para siempre      | 32 episodis (col·laboració especial) | Sole Gálvez     |
| 2014              | Los misterios de Laura    | 1 episodi                            | Ana             |
| 2016 - 2019       | Centro médico             | 1088 episodis                        | Lucía Velázquez |

## Teatre
- La madre que me parió (2017)

## Premis
- Premi Unión de Actores a la millor actriu de repartiment de televisió (2007).[5]
- Premi Unión de Actores a la millor actriu secundària de teatre (2016).[6]